# رافاييل كالديرون مونيوث
رافاييل كالديرون مونيوث (بالإسبانية: Rafael Calderón Muñoz)‏ هو طبيب ودبلوماسي وسياسي كوستاريكي، ولد في 24 أكتوبر 1869 في سان خوسيه في كوستاريكا، وتوفي في 15 يونيو 1943.